# Agabus
Pour les articles homonymes, voir Agabus (homonymie).
Genre
Agabus est un genre de coléoptères aquatiques (en) et prédateurs de la famille de Dytiscidés.

## Liste des espèces et sous-espèces
Selon Catalogue of Life (31 août 2014) :
- Agabus abessinicus
- Agabus adpressus
- Agabus adustus
- Agabus aequabilis
- Agabus aequalis
- Agabus aeruginosus
- Agabus affinis
- Agabus africanus
- Agabus ajax
- Agabus alexandrae
- Agabus alinae
- Agabus ambiguus
- Agabus ambulator
- Agabus amnicola
- Agabus amoenus
- Agabus ancillus
- Agabus angusi
- Agabus antennatus
- Agabus anthracinus
- Agabus approximatus
- Agabus arcticus
- Agabus aubei
- Agabus audeni
- Agabus austinii
- Agabus bakeri
- Agabus basalis
- Agabus bergi
- Agabus bicolor
- Agabus bifarius
- Agabus biguttatus
- Agabus biguttulus
- Agabus binotatus
- Agabus bipustulatus
- Agabus blatta
- Agabus brandti
- Agabus browni
- Agabus brunneus
- Agabus canadensis
- Agabus caraboides
- Agabus cephalotes
- Agabus clavicornis
- Agabus clypealis
- Agabus colymbus
- Agabus confinis
- Agabus congener
- Agabus conspersus
- Agabus conspicuus
- Agabus costulatus
- Agabus coxalis
- Agabus crassipes
- Agabus crypticoides
- Agabus debilipes
- Agabus dichrous
- Agabus didymus
- Agabus dilatatus
- Agabus discolor
- Agabus disintegratus
- Agabus dytiscoides
- Agabus elongatus
- Agabus erytropterus
- Agabus faldermanni
- Agabus falli
- Agabus freudei
- Agabus friedrichi
- Agabus fulvaster
- Agabus fulvipennis
- Agabus fuscipennis
- Agabus galamensis
- Agabus glacialis
- Agabus glazunovi
- Agabus godmanni
- Agabus granulatus
- Agabus gringo
- Agabus griseipennis
- Agabus guttatus
- Agabus heydeni
- Agabus hoppingi
- Agabus hummeli
- Agabus immaturus
- Agabus inexspectatus
- Agabus infuscatus
- Agabus inscriptus
- Agabus jacobsoni
- Agabus japonicus
- Agabus joachimschmidti
- Agabus kaszabi
- Agabus kholini
- Agabus klamathensis
- Agabus kokoosson
- Agabus kootenai
- Agabus labiatus
- Agabus laferi
- Agabus lapponicus
- Agabus leptapsis
- Agabus lineatus
- Agabus lobonyx
- Agabus loeffleri
- Agabus longissimus
- Agabus luteaster
- Agabus lutosus
- Agabus mackenziensis
- Agabus maderensis
- Agabus mandsuricus
- Agabus margareti
- Agabus matsumotoi
- Agabus melanarius
- Agabus moestus
- Agabus morosus
- Agabus mucronatus
- Agabus nebulosus
- Agabus nevadensis
- Agabus obliteratus
- Agabus oblongulus
- Agabus obsoletus
- Agabus ommani
- Agabus pallens
- Agabus pallidus
- Agabus paludosus
- Agabus perssoni
- Agabus phaeopterus
- Agabus philippensis
- Agabus picotae
- Agabus pisobius
- Agabus poppiusi
- Agabus pseudoclypealis
- Agabus punctatus
- Agabus punctulatus
- Agabus raffrayi
- Agabus ragazzii
- Agabus ramblae
- Agabus regimbarti
- Agabus rufipennis
- Agabus rufulus
- Agabus rumppi
- Agabus ruwenzoricus
- Agabus safei
- Agabus sasquatch
- Agabus semipunctatus
- Agabus serricornis
- Agabus setulosus
- Agabus sikhotealinensis
- Agabus sjostedti
- Agabus slovzovi
- Agabus smithi
- Agabus solskii
- Agabus strigulosus
- Agabus striolatus
- Agabus sturmii
- Agabus subfuscatus
- Agabus suoduogangi
- Agabus svenhedini
- Agabus taeniolatus
- Agabus taiwanensis
- Agabus terminalis
- Agabus thomsoni
- Agabus tibetanus
- Agabus tristis
- Agabus turcmenus
- Agabus udege
- Agabus uliginosus
- Agabus undulatus
- Agabus unguicularis
- Agabus uralensis
- Agabus valdiviensis
- Agabus velox
- Agabus vereschaginae
- Agabus winkleri
- Agabus wollastoni
- Agabus xyztrus
- Agabus yakutiae
- Agabus zetterstedti
- Agabus zimmermanni

Selon ITIS (8 avril 2024) :
- sous-genre Agabus (Acatodes) Thomson, 1859
- sous-genre Agabus (Agabus) Leach, 1817
- sous-genre Agabus (Gaurodytes) Thomson, 1859

Selon NCBI (31 août 2014) :
- Agabus affinis
- Agabus ajax
- Agabus alexandrae
- Agabus ambiguus
- Agabus amoenus
- Agabus antennatus
- Agabus anthracinus
- Agabus arcticus
- Agabus aubei
- Agabus audeni
- Agabus austinii
- Agabus basalis
- Agabus bicolor
- Agabus bifarius
- Agabus biguttatus
- Agabus biguttulus
- Agabus binotatus
- Agabus bipustulatus
  - sous-espèce Agabus bipustulatus bipustulatus
  - sous-espèce Agabus bipustulatus dolomitanus
  - sous-espèce Agabus bipustulatus falcozi
  - sous-espèce Agabus bipustulatus kiesenwetterii
  - sous-espèce Agabus bipustulatus pyrenaeus
  - sous-espèce Agabus bipustulatus solieri
- Agabus brunneus
- Agabus caraboides
- Agabus cephalotes
- Agabus clavicornis
- Agabus clypealis
- Agabus colymbus
- Agabus confinis
- Agabus congener
- Agabus conspersus
- Agabus dichrous
- Agabus didymus
- Agabus dilatatus
- Agabus disintegratus
- Agabus elongatus
- Agabus erichsoni
- Agabus erythropterus
- Agabus faldermanni
- Agabus fulvaster
- Agabus fuscipennis
- Agabus glacialis
- Agabus godmanni
- Agabus guttatus
- Agabus heydeni
- Agabus hummeli
- Agabus infuscatus
- Agabus japonicus
- Agabus kootenai
- Agabus labiatus
- Agabus lapponicus
- Agabus lineatus
- Agabus lutosus
- Agabus maderensis
- Agabus matsumotoi
- Agabus melanarius
- Agabus morosus
- Agabus nebulosus
- Agabus nevadensis
- Agabus paludosus
- Agabus phaeopterus
- Agabus picotae
- Agabus pseudoclypealis
- Agabus ramblae
- Agabus rufulus
- Agabus semipunctatus
- Agabus semivittatus
- Agabus serricornis
- Agabus setulosus
- Agabus strigulosus
- Agabus sturmii
- Agabus thomsoni
- Agabus tristis
- Agabus uliginosus
- Agabus undulatus
- Agabus unguicularis
- Agabus wollastoni
- Agabus zimmermanni